# Timur Kapadze
Timur Kapadze (Fergana, 5 settembre 1981) è un allenatore di calcio ed ex calciatore uzbeko, di ruolo centrocampista.

## Palmarès

### Club

#### Competizioni nazionali
- Campionato uzbeko: 10

Neftchi Fergana: 2001
Paxtakor: 2002, 2003, 2004, 2005, 2006, 2007
Bunyodkor: 2008, 2009, 2010
- Coppa dell'Uzbekistan: 8

Paxtakor: 2002, 2003, 2004, 2005, 2006, 2007
Bunyodkor: 2008, 2010
- Campionato kazako: 1

Aqtobe: 2013
- Supercoppa del Kazakistan: 1

Aqtobe: 2014

#### Competizioni internazionali
- Coppa dei Campioni della CSI: 1

Paxtakor: 2007